# Sol-Iletsk
Sol-Iletsk (en russe : Соль-Илецк) est une ville de l'oblast d'Orenbourg, en Russie. Sa population s'élevait à 26 923 habitants en 2020.

## Géographie
Sol-Iletsk se trouve sur la rive droite de la rivière Ilek, un affluent de l'Oural, à 69 km au sud d'Orenbourg et à 1 256 km au sud-est de Moscou.

## Histoire
Sol-Iletsk a été fondée au XVIIe siècle en tant que village cosaque. Au milieu du XVIIIe siècle, des fortifications y furent bâties et elle fut rebaptisée Iletskaïa Zachtchita. Son nom fut changé en Iletsk au XIXe siècle et en Sol-Iletsk en 1945. Une couche épaisse d'un excellent sel gemme est exploité près de la ville, d'où le mot sol (соль) dans son nom, qui signifie « sel » en russe.
La ville est aussi une station thermale connue pour ses eaux minérales, ses bains de boue, de sel et de saumure et ses traitements à base de lait fermenté.

## Population
Recensements (*) ou estimations de la population
| 1897*  | 1926*  | 1939*  | 1959*  | 1970*  | 1979*  |
| ------ | ------ | ------ | ------ | ------ | ------ |
| 11 768 | 11 058 | 15 019 | 21 614 | 22 277 | 21 674 |

| 1989*  | 2002*  | 2010*  | 2014   | 2015   | 2016   |
| ------ | ------ | ------ | ------ | ------ | ------ |
| 23 836 | 26 883 | 28 377 | 27 338 | 27 279 | 27 306 |

| 2017   | 2018   | 2019   | 2020   | - | - |
| ------ | ------ | ------ | ------ | - | - |
| 27 189 | 27 085 | 26 978 | 26 923 | - | - |